# Victor Langellotti
Victor Langellotti (Monaco, 7 giugno 1995) è un ciclista su strada monegasco che corre per il team Ineos Grenadiers, professionista dal 2018.

## Carriera
Figlio di Umberto Langellotti, presidente della Federazione Ciclistica Monegasca e membro dell'Unione europea di ciclismo, inizia la carriera sportiva dapprima come calciatore, successivamente si dedica all'atletica leggera e quindi al ciclismo.
Nel 2015 partecipa ai Giochi europei a Baku, nella prova di ciclismo su strada; due anni dopo, nel 2017, vince la medaglia d'argento nella prova a cronometro ai Giochi dei piccoli stati d'Europa, preceduto solo dal cipriota Andreas Miltiadis.
Dal 2018 inizia a gareggiare da professionista con gli spagnoli del team Burgos-BH, e nel 2020 partecipa alla prova in linea Elite dei campionati europei a Plouay. Vince la sua prima corsa nell'agosto 2022, facendo sua l'ottava tappa della Volta a Portugal sul traguardo di Fafe. Nell'occasione diventa il primo ciclista monegasco a vincere una corsa professionistica. Dopo la Volta a Portugal viene selezionato per partecipare alla Vuelta a España 2022 in sostituzione dello spagnolo Ángel Madrazo, in quanto quest'ultimo è risultato positivo al SARS-CoV-2: al termine della 5ª tappa della corsa veste la maglia a pois di leader della classifica degli scalatori.

## Palmarès
- 2022 (Burgos-BH, una vittoria)

8ª tappa Volta a Portugal (Viana do Castelo > Fafe)
- 2023 (Burgos-BH, una vittoria)

6ª tappa Giro di Turchia (Bodrum > Selçuk)
- 2025 (Ineos Grenadiers, una vittoria)

6ª tappa Giro di Polonia (Bukowina Resort > Bukowina Tatrzańska)

## Piazzamenti

### Grandi Giri
- Vuelta a España

2022: ritirato (8ª tappa)

### Competizioni mondiali
- Campionati del mondo

Limburgo 2012 - In linea maschile Junior: ritirato
Firenze 2013 - Cronometro maschile Junior: 70º
Firenze 2013 - In linea maschile Junior: 17º
Doha 2016 - Cronometro maschile Under-23: 53º
Doha 2016 - In linea maschile Under-23: 99º
Bergen 2017 - Cronometro maschile Under-23: 55º
Bergen 2017 - In linea maschile Under-23: ritirato
Glasgow 2023 - In linea Elite: ritirato
Zurigo 2024 - In linea Elite: ritirato

### Competizioni continentali
- Campionati europei

Goes 2012 - In linea Junior: 106º
Olomuc 2013 - In linea Junior: 81º
Tartu 2015 - Cronometro maschile Under-23: 56º
Tartu 2015 - In linea Under-23: ritirato
Plumelec 2016 - Cronometro maschile Under-23: 40º
Plumelec 2016 - In linea Under-23: 116º
Herning 2017 - Cronometro maschile Under-23: 38º
Herning 2017 - In linea Under-23: 128º
Plouay 2020 - In linea maschile: ritirato
Trento 2021 - In linea maschile: ritirato
- Giochi europei

Baku 2015 - In linea maschile: ritirato
Minsk 2019 - In linea maschile: ritirato
Minsk 2019 - Cronometro maschile: 34º
- Giochi dei piccoli stati d'Europa

Lussemburgo 2013 - Cronometro maschile: 12º
Lussemburgo 2013 - In linea maschile: 25º
San Marino 2017 - Cronometro maschile: 2º
San Marino 2017 - In linea maschile: 28º